# Bataille de Cabañas
 (décembre 2023).
Si vous disposez d'ouvrages ou d'articles de référence ou si vous connaissez des sites web de qualité traitant du thème abordé ici, merci de compléter l'article en donnant les références utiles à sa vérifiabilité et en les liant à la section « Notes et références ».
 (décembre 2023).
Guerre de Trente Ans
Batailles
La bataille de Cabañas est livrée le 30 août et le 3 septembre 1638, pendant la guerre de Trente Ans, sur la côte nord de Cuba. L'amiral hollandais Cornelis Jol tente vainement à deux reprises de s'emparer de la Flota de la Tierra Firme (Flotte des Indes), riche convoi naval espagnol chargé de métaux précieux, défendu par sept navires de guerre commandés par le général Carlos de Ibarra.

## Contexte
Depuis leurs récentes bases du Brésil, les Hollandais préparent une flotte de 24 navires, sous le commandement de Cornelis Jol, surnommé Jambe de bois, pour l’avoir perdue dans un combat contre les Espagnols. Ces navires patrouillent les eaux près de La Havane, point de réunion entre les flottes de Nouvelle Espagne et celle de Terre Ferme, avant de retourner vers l'Espagne, chargées d’or.
Les tempêtes font des ravages dans la flotte hollandaise, et certains navires s’échouent à Cuba. Une patache espagnole finit par découvrir les hollandais, et, semant 5 poursuivants, arrive à Veracruz à temps pour empêcher l’appareillage de la flotte de Nouvelle-Espagne.
Mais aucun avertissement ne parvint à Carthagène, et la flotte de Terre Ferme appareille sous le commandement de Carlos de Ibarra, qui vient de nettoyer récemment l’Île de la Tortue de ses pirates. Convoi et escorte sont composés de 7 galions, avec une patache, un autre navire provenant du Honduras et 3 frégates marchandes.
Malgré les nouvelles tranquillisantes, Ibarra ordonne de déployer de gros câbles sur les flancs pour la protection, fait préparer le nécessaire pour soigner les blessés et des seaux d’eau partout pour combattre les incendies, se préparant malgré tout pour une possible attaque.
La nuit du 30 août, 17 navires sont repérés par le galion Regla. Les assaillants ouvrent le feu sur les Espagnols à 7 heures du matin. Confiants dans leur supériorité sur tous les domaines, les Hollandais se lancent à l’abordage, tactique qu’ils évitent de préférence, et qui est au contraire recherchée par les Espagnols. Deux à trois navires attaquent un des 7 galions espagnols, formés en ligne, et derrière laquelle sont placés les 4 navires marchands.

## La bataille
Le navire amiral hollandais, un galion de 54 canons se lance avec 3 autres sur le navire d’Ibarra, et se colle au flanc du navire espagnol, son équipage se préparant à l’abordage. Mais Ibarra, appliquant la tactique espagnole utilisée en cas d'attaque de cette nature, retient le feu jusqu’au moment crucial. La salve qui suit, renforcée par les tirs de mousquets et arquebuses balaie le pont du navire hollandais, causant tant de dommages, qu’il coupe les câbles d’abordage et s’éloigne, se contentant d’un duel d’artillerie avec les 3 autres navires contre le navire espagnol. Celui-ci est endommagé, avec au moins un coup au niveau de la flottaison. Ibarra est blessé après avoir lancé une grenade qui explose trop tôt.

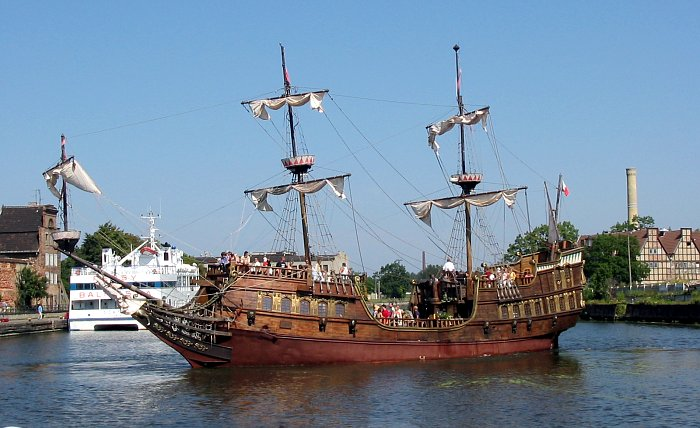
Un galion

Le navire du vice-amiral hollandais attaque son homologue espagnol avec 2 autres navires, mais il subit un échec identique.
Le combat est moins acharné entre le reste des deux flottes, mais la résistance des Espagnols est telle que les Hollandais se retirent après 6 heures de combat.
Après deux heures de repos, les Hollandais reviennent à l’attaque. Mais leur moral est au plus bas après la très dure résistance initiale, seuls 11 des 17 navires participent à l’attaque.
Pendant plusieurs jours, les deux flottes restent face à face, mais ce n'est que le 3 septembre que les Hollandais se décident à attaquer de nouveau et avec 13 de leurs navires seulement. La bataille se limite à un duel d'artillerie. Le Carmen supporte le plus dur du combat, l'ennemi le croyant navire principal et s’acharnant sur lui. Mais le navire ibérique parvient à repousser ses opposants. Cependant il est sérieusement avarié ; des plongeurs sont envoyés par le reste de la flotte pour réparer des voies d’eau sur le navire en plein combat mais ses dommages sont trop importants et il doit se retirer. Ibarra décide de l’envoyer à Cuba où il arrive sans encombre.
Sur les navires espagnols, une réunion des officiers a lieu, pour décider des prochaines manœuvres compte tenu de la situation préoccupante : navires endommagés, manque de munitions et équipages morts de fatigue. Certains proposent d’aller à Veracruz, Ibarra et d’autres de continuer vers Cuba, même en passant au milieu de la formation ennemie. Mais aucun accord n’est conclu. La flotte hollandaise reçoit des renforts et totalise 24 navires. Veracruz où se trouve déjà la flotte de Nouvelle Espagne est alors choisie comme destination.
Cornelis Jol est incapable d’empêcher la flotte espagnole de partir, malgré les ordres, menaces ou harangues, ses capitaines refusent de poursuivre l'affrontement. Les dommages dans sa flotte sont énormes, et rien qu'au cours du premier combat il a perdu un minimum de 50 morts et 150 blessés. Ses adjoints immédiats, le vice-amiral Abraham Rosendal et le contre-amiral Jan Mast ont péri. Dans le second combat, le commandant Jan Verdist est tué ainsi que de nombreux autres marins et officiers.
Le 22 septembre, la flotte espagnole arrive à Veracruz. Cependant la saison est trop avancée, et la traversée de l'Atlantique est retardée jusqu’à l’année suivante. Les deux flottes appareillent et arrivent à Cadix le 15 juillet 1639 avec les trésors accumulés depuis deux ans.

## Conclusion
Les premières nouvelles de la double victoire de Cabañas sont rapportées par un capitaine anglais, qui assure avoir secouru l’équipage d’un grand galion hollandais très endommagé et avec beaucoup de blessés, qui était en train de couler.
Plusieurs navires hollandais trop endommagés sont sabordés par leurs équipages car ils ne sont plus navigables, les marins se répartissant parmi les autres bâtiments. Plusieurs autres navires sont perdus dans des tempêtes. Ces défaites contre une flotte nettement inférieure en nombre sème la consternation en Hollande.
Les terribles salves d’artillerie des navires espagnols font partie d’un plan très minutieux et étudié, qui stipule les endroits à bombarder pour chaque pièce. Les Espagnols utilisent également une autre tactique qui fait des ravages dans les rangs adverses : tirer d’abord avec la moitié des pièces, afin que l’ennemi, qui attend cette salve pour tenter l’abordage se découvre, puis tirer alors sur les équipages assaillants avec l’autre moitié. C’est la « guerre à l’espagnole », dure et efficace.